# Alexei Makarowitsch Smirnow
Alexei Makarowitsch Smirnow (russisch Алексей Макарович Смирнов, wiss. Transliteration Aleksej Makarovič Smirnov; * 28. Februar 1920 in Danilow; † 7. Mai 1979 in Leningrad) war ein russisch-sowjetischer Film- und Theaterschauspieler und Verdienter Künstler der RSFSR.

## Leben

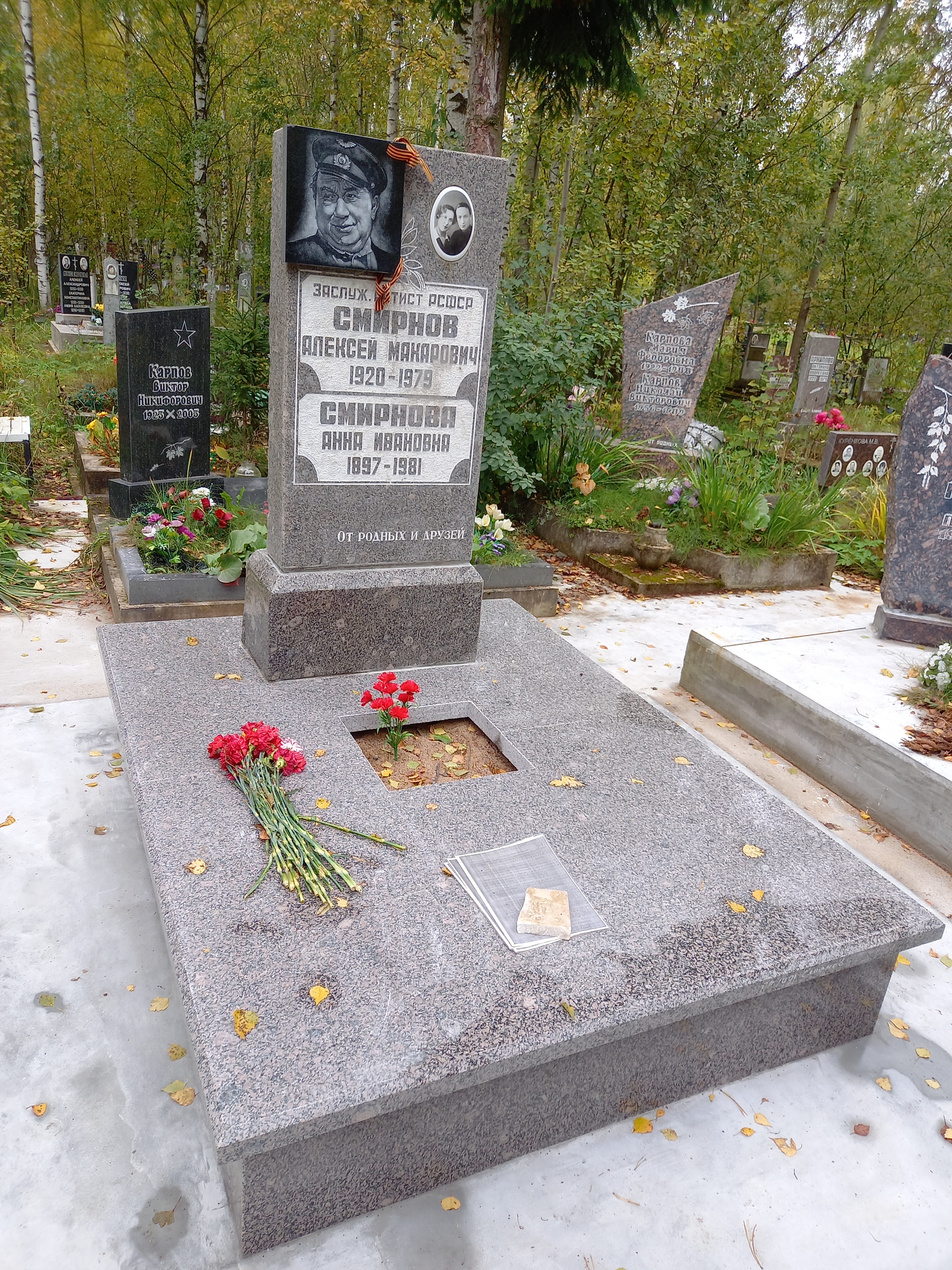
Grabstätte Smirnows

Alexei Smirnow wurde am 28. Februar 1920 als Sohn des Ehepaares Makar Stepanowitsch Smirnow und Anna Iwanowna Smirnowa geboren. Smirnow machte im Jahr 1940 seinen Abschluss am Leningrader Theater für musikalische Komödie (Ленинградский государственный театр музыкальной комедии). Während des Großen Vaterländischen Krieges diente er als Artillerist in der Roten Armee und wurde für seine militärischen Verdienste mehrfach ausgezeichnet. So erhielt Smirnow den Ruhmesorden zweiter und dritter Klasse, den Orden des Roten Sterns, die Tapferkeitsmedaille sowie die Medaille „Für Verdienste im Kampf“. Gegen Ende des Krieges wurde Smirnow durch eine Granatenexplosion schwer verletzt. Die Verletzungen waren so schwer, dass Smirnow zurück in die Heimat gesendet wurde und nach seiner Genesung nicht in der Lage war eigene Kinder zu zeugen. Nach dem Krieg arbeitete Smirnow wieder am Leningrader Theater für musikalische Komödie. Ab 1952 spielte er als Schauspieler für Lengosestrady (Ленгосэстрады) und begann Ende der 1950er Jahre als Schauspieler in Kinofilmen zu spielen. Ab 1961 arbeitete er für das Leningrader Filmstudio Lenfilm. In seiner Karriere spielte Smirnow in mehr als 70 Kinofilmen meist komische Rollen. Zu einer seiner bekanntesten Rollen zählt sein Auftritt als Fedja im Film Operation „Y“ und andere Abenteuer Schuriks. Für seine Verdienste als Schauspieler wurde Smirnow im Jahr 1976 mit der Auszeichnung Verdienter Künstler der RSFSR geehrt.
Im Oktober 1978 erlitt Smirnow einen Herzinfarkt und verbrachte die anschließenden sechs Monate im Krankenhaus. Am 7. Mai 1979, dem geplanten Tag seiner Entlassung aus dem Krankenhaus, starb Smirnow. Er wurde auf dem Leningrader Südfriedhof beigesetzt.

## Filmografie (Auswahl)
- 1961: Rette sich, wer kann! (Полосатый рейс)
- 1962: Die Nacht vor Weihnachten (Вечера на хуторе близ Диканьки)
- 1963: Die leibeigene Schauspielerin (Крепостная актриса)
- 1963: Деловые люди
- 1964: Зайчик
- 1964: Добро пожаловать, или посторонним вход воспрещен
- 1965: Operation „Y“ und andere Abenteuer Schuriks (Операция „Ы“ и другие приключения Шурика)
- 1966: Tibul besiegt die Dickwänste (Три толстяка)
- 1966: Айболит-66
- 1966–1967: Krieg und Frieden (Война и мир)
- 1967: Hochzeit in Malinowka (Свадьба в Малиновке)
- 1968: Семь стариков и одна девушка
- 1968: Feuer, Wasser und Posaunen (Огонь, вода и… медные трубы)
- 1973: В бой идут одни „старики“
- 1973: Der Hirsch mit dem goldenen Geweih (Золотые рога)
- 1974: Auto, Geige und der Hund Klecks (Автомобиль, скрипка и собака Клякса)
- 1975: Finist – Heller Falke (Финист – Ясный сокол)